# Dragutin Gorjanović-Kramberger
Dragutin Gorjanović-Kramberger, född 25 oktober 1856 i Zagreb i dagens Kroatien (dåvarande Österrike-Ungern), död 22 december 1936 i Zagreb (dåvarande Jugoslavien), var en kroatisk paleontolog, arkeolog och geolog. Han är framförallt ihågkommen för upptäckten av Krapinamänniskan.

## Utbildning
Dragutin slutförde grund- och sekundärskolan i Zagreb och påbörjade sin paleontologutbildning i Zürich, Schweiz. Han flyttade dock ganska snart till Tyskland där han fortsatte att utbilda sig vid Münchens universitet. Med ett arbete relaterat till fossila fiskar doktorerade han 1879 vid universitetet i Tübingen. 1880 återvände han till Zagreb där han fick en tjänst som kurator på det kroatiska nationalmuseet. På museet arbetade han tillsammans med sin överordnade, arkeologen Đuro Pilar.
1896-1924 var han professor i geologi och paleonotologi i Zagreb, från 1910 president för den geologiska kommissionen för Kroatien och Slavonien.